# Kilbourne (Illinois)
Kilbourne – wieś w Stanach Zjednoczonych, w stanie Illinois, w hrabstwie Mason.